# 천막박쥐
천막박쥐(Uroderma bilobatum)는 주걱박쥐과(신세계잎코박쥐과)에 속하는 박쥐의 일종이다. 중앙아메리카와 남아메리카의 저지대 숲에서 발견된다. 중간 크기의 박쥐로 회색 털을 갖고 있으며, 희미한 흰 줄무늬가 등 중앙을 따라 아래로 이어진다. 살찐 잎코(비엽)와 네 줄의 흰 줄무늬가 나 있던 얼굴이 특징적이다. 주로 과일을 먹으며, 곤충과 꽃 일부, 꽃가루 그리고 꽃꿀을 먹기도 한다. 통용명은 큰 부채꼴의 나무 잎으로 텐트를 치는 호기심이 강한 습성때문에 붙여진 이름이다. 이렇게 친 텐트는 열대성 비로부터 잘 보호해 주며, 한 텐트 안에 여러 마리의 박쥐를 수용할 수 있다. 분포 지역에서 상당한 흔한 박쥐로 보전 등급은 관심대상종이다.